# Abd-al-Muhsí (nom)
Abd-al-Muhsí és un nom masculí teòfor àrab islàmic (àrab: عبد المحصي, ʿAbd al-Muḥṣī) que literalment significa ‘Servidor de Qui duu els comptes’, essent «Qui duu els comptes» un dels epítets de Déu. Si bé Abd-al-Muhsí és la transcripció normativa en català del nom en àrab clàssic, també se'l pot trobar transcrit d'altres formes, normalment per influència de la pronunciació dialectal o seguint altres criteris de transliteració. Com a teòfor, també el duen molts musulmans no arabòfons que l'han adaptat a les característiques fòniques i gràfiques de la seva llengua.